# Laurentaeglyphea
Laurentaeglyphea is een uitgestorven geslacht van kreeftachtigen uit de klasse van de Malacostraca (hogere kreeftachtigen).

## Soort
- Laurentaeglyphea neocaledonica (Richer de Forges, 2006)